# Michelle Freeman
Michelle Freeman (Jamaica, 5 de mayo de 1969) es una atleta jamaicana retirada especializada en la prueba de 4 x 100 m, en la que llegó a ser medallista de bronce mundial en 1993.

## Carrera deportiva
En el Mundial de Stuttgart 1993 ganó la medalla de bronce en los 4 x 100 metros, con un tiempo de 41.94 segundos, tras Rusia y Estados Unidos, siendo sus compañeras de equipo: Juliet Campbell, Nicole Mitchell y Merlene Ottey.
Y en los JJ. OO. de Atlanta 1996 volvió a ganar el bronce en la misma prueba, esta vez con un tiempo de 42.24 segundos, llegando a meta tras Estados Unidos (oro con 41.95 segundos) y Bahamas (plata).